# Illa Kwasza
Illa Ołehowycz Kwasza, ukr. Ілля Олегович Кваша (ur. 5 marca 1988 w Mikołajowie) – ukraiński skoczek do wody, brązowy medalista z Igrzysk Olimpijskich 2008 w Pekinie. Medal zdobył w skokach z 3 m platformy par synchronicznie. Jego partnerem był Ołeksij Pryhorow.